# Sh2-109
Sh2-109 è un esteso complesso di nebulose a emissione visibile nella costellazione del Cigno.

## Osservazione

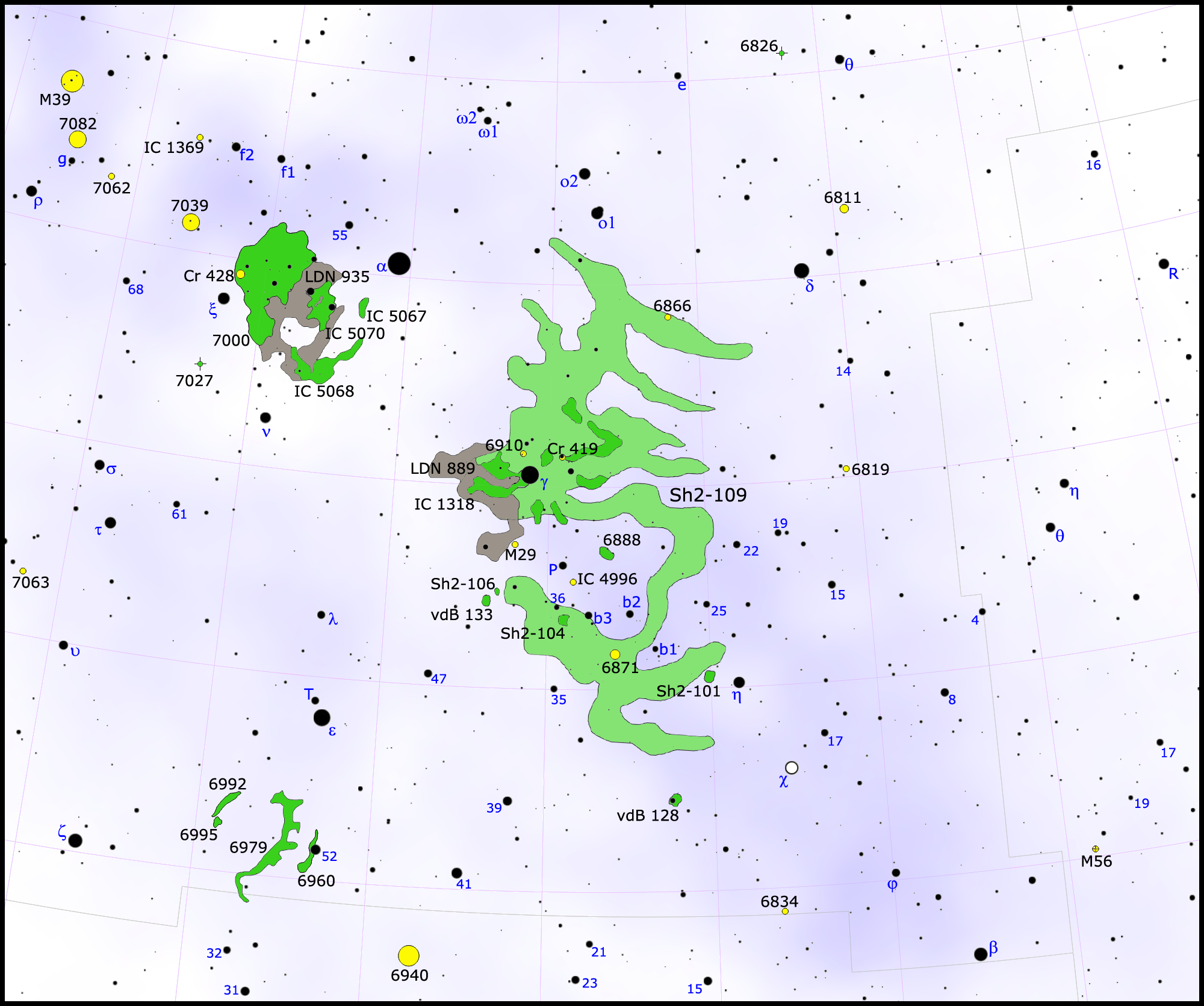
Mappa per individuare Sh2-109.

Sh2-109 si presenta come un intricato sistema di filamenti nebulosi di vario spessore immersi in un tratto della Via Lattea particolarmente ricco di campi stellari; la sua posizione si estende dai dintorni della stella δ Cygni fino a Sadr (γ Cygni) e alla Nebulosa Crescente, attraversando gran parte della porzione centrale della costellazione del Cigno. Sebbene questi filamenti siano invisibili con piccoli strumenti, si rivelano abbastanza facilmente nelle foto a lunga posa, specie attraverso filtri dedicati; per la loro ripresa è necessario un grande campo, in quanto l'estensione della nebulosa raggiunge i 18°.
Data la declinazione moderatamente boreale della nebulosa, essa può essere osservata con facilità in particolare dalle regioni poste nell'emisfero boreale; dalle latitudini medie si presenta molto alta nel cielo in particolare nelle sere dell'estate. Dall'emisfero australe è osservabile per intero solo a latitudini inferiori ai 50°S. Il periodo adatto per la sua osservazione nel cielo serale è compreso fra i mesi di giugno e dicembre per l'emisfero nord, mentre dall'emisfero sud questo periodo è ridotto via via che si arriva a latitudini maggiori.

## Caratteristiche
Sh2-109 è un sistema nebuloso composto da diverse singole regioni H II, situate tutte alla distanza media di circa 1400 parsec (circa 4600 anni luce); esse ricevono la radiazione ionizzante di diverse stelle appartenenti a più associazioni OB, tutte localizzate entro un volume di poche centinaia di parsec attorno al grande sistema nebuloso molecolare di Cygnus X, fra le quali spiccano in particolare Cygnus OB2, Cygnus OB3 e Cygnus OB9. Fra gli oggetti fisicamente legati a Sh2-109 vi sarebbero anche la nebulosa planetaria NGC 6881, che possiede una forma quadrangolare a causa della presenza di due getti bipolari disposti lungo due orientazioni differenti, e la sorgente di radiazione infrarossa IRAS 20293+4007.